# Sveriges ambassad i Tunis
Sveriges ambassad i Tunis är Sveriges diplomatiska beskickning i Tunisien som är belägen i landets huvudstad Tunis. Beskickningen bestod av en ambassad och ett antal svenskar utsända av Utrikesdepartementet (UD).

## Historia
Den svenska ambassaden i Tunis öppnades 1963 i samband med det dåvarande statsbesöket. Ambassaden var då belägen på adressen 17 Avenue de France i Tunis och sedan under 1980-talet på adressen B. P. 112, 1012 Tunis. Ambassaden stängdes 2001 och den svenska ambassadören var därefter baserad i Stockholm men besökte landet regelbundet. Den 5 november 2015 meddelande statsministern regeringen att ambassaden i Tunis kommer återöppnas. Ambassaden återinvigdes av utrikesminister Margot Wallström den 25 oktober 2016.

## Beskickningschefer
| Namn                     | Period    | Funktion   | Ackreditering |
| ------------------------ | --------- | ---------- | --- |
| Lennart Petri            | 1958–1959 | Envoyé     | Sidoackrediterad från ambassaden i Rabat. |
| Lennart Petri            | 1959–1962 | Ambassadör | Sidoackrediterad från ambassaden i Rabat. |
| Per Bertil Kollberg      | 1963–1967 | Ambassadör | Sidoackrediterad till Tripoli. |
| Lars Hedström            | 1967–1972 | Ambassadör | Sidoackrediterad till Tripoli. |
| Marc Giron               | 1972–1976 | Ambassadör | Sidoackrediterad till Tripoli 1973–1974. |
| Olov Ternström           | 1976–1978 | Ambassadör | |
| Carl-Henric Nauckhoff    | 1978–1982 | Ambassadör | |
| Bengt Odhner             | 1983–1984 | Ambassadör | |
| Anders Sandström         | 1985–1988 | Ambassadör | |
| Magnus Faxén             | 1988–1992 | Ambassadör | Ambassadör i Tunis 1988-1992, därefter Stockholmsplacerad ambassadör för Tunis, Niamey, Dakar (1992), Conakry, Nouakchott (1993) och Bamako (1994). |
| John Hagard              | 1992–1996 | Ambassadör | |
| Catherine von Heidenstam | 1996–1998 | Ambassadör | |
| Staffan Åberg            | 1998–2001 | Ambassadör | |
| –                        | 2001–2002 | Ambassadör | Vakant |
| Bo Wilén                 | 2003–2008 | Ambassadör | Stockholmsbaserad. |
| Anne Marie Dierauer      | 2008–2011 | Ambassadör | Stockholmsbaserad. |
| Jan Thesleff             | 2011–2014 | Ambassadör | Stockholmsbaserad. |
| Fredrik Florén           | 2014–2019 | Ambassadör | Stockholmsbaserad 2014-2016. Sidoackrediterad till Tripoli från 2016.                                                                               |
| Anna Block Mazoyer       | 2019–2023 | Ambassadör | |
| Cecilia Wramsten         | 2023–     | Ambassadör | |